# هاشباخ ام رمیگیوسبرگ
هاشباخ ام رمیگیوسبرگ (به آلمانی: Haschbach am Remigiusberg) یک شهر در آلمان است که در Kusel واقع شده‌است. هاشباخ ام رمیگیوسبرگ ۷۱۴ نفر جمعیت دارد.